# Liste der Kunstwerke im öffentlichen Raum in Graz/Mariatrost
Diese Liste der Kunstwerke im öffentlichen Raum in Graz/Mariatrost enthält die auf „OFFSITE_GRAZ“ (Oeffentliche Kunst seit fuenfundvierzig) gelisteten permanenten Kunstwerke im öffentlichen Raum (Public Art) im Grazer Stadtbezirk Mariatrost. OFFSITE_GRAZ wurde im Auftrag der Stadt Graz, in Koordination mit dem Kulturamt, entwickelt und umfasst einen Zeitraum bis 2011.

## Sakrale Kunstwerke
| Foto |                 | Name                                                                   | Typ | Standort                                                                                            | Künstler                       | Datierung | Beschreibung | Metadaten            |
| ---- | --------------- | ---------------------------------------------------------------------- | --- | --------------------------------------------------------------------------------------------------- | ------------------------------ | --------- | ------------ | -------------------- |
| BW   | Datei hochladen | Weihnachtskrippe ID: 880 HERIS-ID: 51419 Objekt-ID: 57063              |     | Maria Verkündigung in Kroisbach, Am Rehgrund 2 Standort                                             | Brigitte Birkl                 | 1991      |              | Standort: Mariatrost |
| ja   | Datei hochladen | Kreuz ID: 1007 HERIS-ID: 51419 Objekt-ID: 57063                        |     | Maria Verkündigungskirche in Kroisbach, Am Rehgrund 2 Standort                                      | Brigitte Haubenhofer-Salicites | 1987      |              | Standort: Mariatrost |
| ja   | Datei hochladen | Altar, Ambo, Kreuz, Kreuzweg ID: 1115 HERIS-ID: 51419 Objekt-ID: 57063 |     | Maria Verkündigungskirche in Kroisbach, Am Rehgrund 2 Standort                                      | Gerhard Lojen                  | 1974      |              | Standort: Mariatrost |
| BW   | Datei hochladen | Betonglasfenster ID: 918                                               |     | Gottscheer-Gedächtniskapelle, Gottscheer Straße Standort                                            | Franz Felfer                   | 1957      |              | Standort: Mariatrost |
| BW   | Datei hochladen | Wandgestaltung, Altar, Ambo, Tabernakel ID: 934                        |     | Katholisches Bildungshaus Mariatrost, Messkapelle, Kirchbergstraße 18 Standort                      | Josef Fink                     | 1974      |              | Standort: Mariatrost |
| BW   | Datei hochladen | Altarkreuz ID: 1004                                                    |     | Katholisches Bildungshaus Mariatrost, Messkapelle, Kirchbergstraße 18 Standort                      | Fritz Hartlauer                | 1974      |              | Standort: Mariatrost |
| BW   | Datei hochladen | Glasgemälde ID: 1418                                                   |     | Katholisches Bildungshaus Mariatrost, ehem. Kapelle – heute Bibliothek, Kirchbergstraße 18 Standort | Rudolf Szyszkowitz             | 1949      |              | Standort: Mariatrost |
| BW   | Datei hochladen | Altar, Tabernakel, Bildtafeln ID: 1497                                 |     | Katholisches Bildungshaus Mariatrost, ehem. Kapelle – heute Bibliothek, Kirchbergstraße 18 Standort | Franz Weiss                    | 1949      |              | Standort: Mariatrost |
| BW   | Datei hochladen | Kreuzweg ID: 1515                                                      |     | Katholisches Bildungshaus Mariatrost, ehem. Kapelle – heute Bibliothek, Kirchbergstraße 18 Standort | Hans Wolf                      | 1949      |              | Standort: Mariatrost |
| ja   | Datei hochladen | Engel ID: 1035                                                         |     | Pfarr- und Wallfahrtskirche Mariatrost, Außentreppe, Kirchplatz 8 Standort                          | Erwin Huber                    | 2000      |              | Standort: Mariatrost |
| BW   | Datei hochladen | Fassadengestaltung ID: 1569                                            |     | Messkapelle Unbefleckte Empfängnis bei den Vorauer Schwestern, Stiftingtalstraße 169 Standort       | Fritz Silberbauer              | 1957/58   |              | Standort: Mariatrost |

## Quelle
- OFFSITE_GRAZ. Oeffentliche Kunst seit fuenfundvierzig. Abgerufen am 11. März 2018.